# 아르카디우즈 빌스키

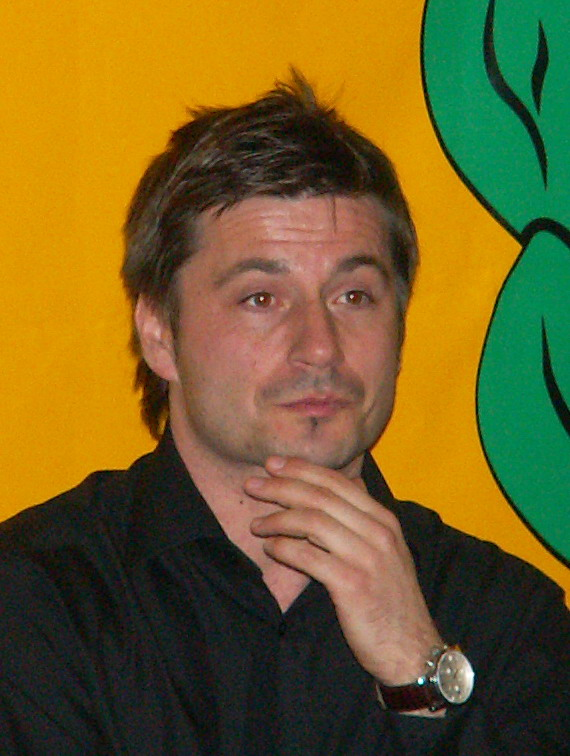

아르카디우즈 빌스키(Arkadiusz Bilski)는 폴란드의 축구 선수이다. 과거에 올림픽 경기에도 참가한 적 있으며, 코로나 키엘체에서 마지막 활동을 하였다.